# Яу Шинтун
Яу Шинту́н (иер. трад. 丘成桐, кант.-рус.: Яу Синтхун, пиньинь: Qiū Chéngtóng, англ. Shing-Tung Yau, иногда в русской литературе встречается версия Цю Чэнту́н и Яу Шинтан; род. 4 апреля 1949) — китайский и американский математик.

## Биография
Обучался математике в Китайском университете Гонконга с 1966 по 1969 годы, затем в Калифорнийском университете в Беркли, где его руководителем был Чэнь Синшэнь.
После защиты диссертации в 1971 году работал в Институте перспективных исследований в Принстоне, затем в Университете Нью-Йорка в Стоуни-Брук.
С 1976 года Яу — профессор Стэнфордского университета, в 1984—1987 годах — Калифорнийского университета в Сан-Диего, c 1987 года — Гарвардского университета, где с 2008 года возглавляет математический факультет.

## Научная деятельность
Главный вклад Яу Шинтун внёс в дифференциальную геометрию и топологию, где он использовал методы теории дифференциальных уравнений в частных производных и методы алгебраической геометрии. Одним из главных вкладов Яу было доказательство т. н. «гипотезы Калаби» на классе многообразий которые получили с тех пор название «многообразия Калаби — Яу». Эта теорема имела большое значение не только для чистой математики, но и для математической физики, став основанием для теории струн. Он сделал и ещё один важный вклад в математическую физику, доказав (вместе со своим учеником Ричардом Шоном) «теорему о положительной энергии» в общей теории относительности.
Большое значение имеет педагогическая деятельность Яу, а также его деятельность в развитии математического образования в Китае и среди китайцев за рубежом. Последнее имело, впрочем, и негативную сторону — необоснованное преувеличение заслуг своих учеников (Цао Хуайдуна и Чжу Сипина) в области доказательства гипотезы Пуанкаре за счёт умаления роли Григория Перельмана (по мнению авторов статьи «Многообразная судьба»), приоритет которого в доказательстве гипотезы неоспорим после присуждения ему Филдсовской премии (2006) и премии Математического института Клэя (2010). Оспаривал также приоритет Александра Гивенталя в доказательстве зеркальной гипотезы.

## Награды
- Стипендия Гуггенхайма, 1980 год[11].
- Лауреат Филдсовской премии 1982 года.
- Лауреат премии Крафорда по математике (1994).
- Лауреат премии Вольфа (2010)
- Отмечен премией Марселя Гроссмана от ICRANet (2018).

## Избранная библиография
На русском языке
- Шинтан Яу, Стив Надис. Теория струн и скрытые измерения Вселенной. — СПб.: Издательский дом «Питер», 2016. — 400 с. — ISBN 978-5-496-00247-9.
- Яу Шинтун,  Стив Надис. Контур жизни. Математик в поиске скрытой геометрии Вселенной = Yau Shing-Tung,  Steve Nadis. The Shape of a Life: One Mathematician's Search for the Universe's Hidden Geometry (англ.) / переводчик Наталья Лисова ; научный редактор Владимир Губайловский. — М.: Альпина нон-фикшн, 2020. — 394 p. — ISBN 978-5-00139-206-4.